# Gašpar (mag)
Sveti Gašpar, ili samo Gašpar, bio je jedan od biblijskih magova s Baltazarom i Melkiorom koji su prema evanđelju bili Sveta tri kralja i koji su došli u Betlehem pokloniti se tek rođenom Isusu. Gašpar je Isusa darovao tamjanom.  U kršćanskim crkvama smatra se svetcem (kao i ostala dva maga).

## Tradicija
Evanđelja u Novom zavjetu ne spominju imena magova (čak niti koliko ih je bilo), no njihova tradicijska imena mogu se naći u grčkom spisu iz 500. godine koji je je preveden na latinski i koji je općenito prihvaćen kao izvor za njihova imena.
Prateći Betlehemsku zvijezdu, magi su prvo otišli do palače Heroda Velikog, koji je magove zamolio da nađu malog Isusa i da ga obavijeste o tom. Kada su se magi poklonili Isusu (Mt. 2:11), darivali su ga darovima, a Gašpar je darovao Isusu tamjan, što znači da ga je smatrao božanskom osobom. Prema tradiciji, Gašpar se još jednom susreo s druga dva maga 54. u Armenskom Kraljevstvu, proslavljajući Božić. Prema tradiciju umro je kao mučenik. Prema nekima Gašpar je bio kralj Gondofara (21. pr. Kr – 47.)  spomenut u djelima Tominima. Drugi pak smatraju da dolazi iz južnih krajeva Indije koje je sveti Toma, prema tradiciji posjetio.

## Proslava
Gašpar, s druga dva maga, je prema tradiciji sahranjen u sarkofagu u Kölnskoj katedrali. Prethodno je njihove ostatke donio Eustrogije I. 314. godine u Milano. Rimsko-njemački car Fridrik I. Barbarossa ih je 1164. prenio u Köln. Melkior se slavi na blagdan Bogojavljanja s druga dva maga a u Katoličkoj Crkvi taj blagdan se slavi 6. siječnja.